# Carmel Budiardjo
Carmel Budiardjo (Londres, 18 de junio de 1925-Londres, 10 de julio de 2021) fue una activista de derechos humanos, conferencista y autora británica. Fue la fundadora de la organización no gubernamental Tapol. Fue conocida por hacer campaña para crear conciencia sobre los crímenes de guerra y los abusos contra los derechos humanos en Indonesia y Timor Oriental. Por su activismo, recibió el premio Right Livelihood en 1995.

## Biografía
Provenía de una familia judía de Londres, cuyas creencias antifascistas influyeron en su política de izquierda. Obtuvo una licenciatura en Economía en 1946 por la Universidad de Londres, donde se convirtió en miembro activo de la Unión Nacional de Estudiantes. Mientras trabajaba en Praga para la Unión Internacional de Estudiantes, conoció a Suwondo 'Bud' Budiardjo, un funcionario del gobierno de Indonesia con quien se casó en 1950. La pareja se mudó a Indonesia en 1951 y ella se convirtió en ciudadana indonesia en 1954.
Budiardjo trabajó primero como traductora para Antara, la agencia de noticias indonesia, luego en investigación económica para el Ministerio de Relaciones Exteriores, luego estudió en la Facultad de Economía de la Universidad de Indonesia y luego dio clases en la Universidad de Padjadjaran en Bandung y Res Publica (ahora Trisakti). Universidad de Yakarta. 
Budiardjo murió el 10 de julio de 2021 en Londres a la edad de 96 años.

## Activismo
Después de que el general Suharto tomó el poder en 1966, su esposo fue encarcelado y pasó 12 años en la cárcel. Ella misma fue arrestada y luego encarcelada en 1968 durante tres años y, después de su liberación en 1971, fue deportada a Inglaterra.
A su regreso, fundó Tapol para hacer campaña a favor de los presos políticos en Indonesia, que tomó su nombre de la abreviatura de tahanan politik, o "preso político" en indonesio. La organización amplió sus actividades y destacó en la difusión de información sobre la actividad militar y las violaciones de los derechos humanos en Timor Oriental, invadido y ocupado por Indonesia en 1975, así como en Papúa Occidental y Aceh. El Boletín Tapol fue una fuente importante de información sobre la situación de los derechos humanos en Indonesia bajo el Nuevo Orden. También fue autora de varios libros sobre derechos humanos y política en Indonesia. La organización permanece activa, y Budiardjo sigue jugando un papel muy importante en sus actividades hasta su muerte. En 1995, Budiardjo recibió el premio Right Livelihood por su trabajo, siendo nominada por la Federación Internacional de Timor Oriental.